# Norvelt
Norvelt es un lugar designado por el censo ubicado en el condado de Westmoreland en el estado estadounidense de Pensilvania. En el Censo de 2010 tenía una población de 948 habitantes y una densidad poblacional de 328,72 personas por km².

## Geografía
Norvelt se encuentra ubicado en las coordenadas 40°12′18″N 79°29′49″O / 40.20500, -79.49694. Según la Oficina del Censo de los Estados Unidos, Norvelt tiene una superficie total de 4.64 km², de la cual 4.64 km² corresponden a tierra firme y (0%) 0 km² es agua.

## Demografía
Según el censo de 2010, había 948 personas residiendo en Norvelt. La densidad de población era de 328,72 hab./km². De los 948 habitantes, Norvelt estaba compuesto por el 99.16% blancos, el 0% eran afroamericanos, el 0% eran amerindios, el 0.11% eran asiáticos, el 0% eran isleños del Pacífico, el 0.11% eran de otras razas y el 0.63% pertenecían a dos o más razas. Del total de la población el 0.21% eran hispanos o latinos de cualquier raza.